# ماسيو باستون
ماسيو باستون (بالإنجليزية: Maceo Baston)‏ مواليد 29 مايو 1976 في كورسيكانا، هو لاعب كرة سلة أمريكي سابق بدأ مسيرته الاحترافية في سنة 1998. يبلغ طوله 6 قدم 11 بوصة (2.1 م). اعتزل اللعب في 2011.

## روابط خارجية
- ماسيو باستون على موقع الدوري الأوروبي لكرة السلة (الإنجليزية)
- ماسيو باستون على موقع إن بي أي (الإنجليزية)
- ماسيو باستون على موقع سبورتس رفرنس (الإنجليزية)
- ماسيو باستون على موقع الدوري الإسباني لكرة السلة (الإسبانية)
- ماسيو باستون على موقع كرة السلة الأوروبية.كوم (الإنجليزية)
- ماسيو باستون على موقع كلية كرة السلة في سبورتس رفرنس.كوم (الإنجليزية)
- ماسيو باستون على موقع ريلجم (الإنجليزية)
- ماسيو باستون على موقع بروبوليرز (الإنجليزية)
- ماسيو باستون على موقع سبورتس رفرنس (الإنجليزية)